# Phasia theodori
Phasia theodori là một loài ruồi trong họ Tachinidae.